# Síria otomana
Síria Otomana é uma referência européia para a área que durante a Renascença Europeia, a partir do tardio Século XV ao início do Século XVIII, foi chamada de Levante no período inicial do Império Otomano, Oriente até o início do Século XIX, e Grande Síria até 1918. O território da Grande Síria sob o domínio Otomano em seu período final histórico incluía a moderna Síria, Líbano, Israel, Cisjordânia, Faixa de Gaza, Jordânia e partes da Turquia e do Iraque.

## História
Antes de 1516, a região historicamente conhecida como Grande Síria fazia parte do Sultanato Mameluco, cujo centro era o Egito. O sultão otomano Selim I conquistou a Síria em 1516, após derrotar os mamelucos na Batalha de Marj Dabiq, nas proximidades de Alepo. Selim concluiu sua campanha vitoriosa contra os mamelucos e conquistou o Egito em 1517, com a Batalha de Ridanieh, pondo um fim ao sultanato mameluco.